# Lysiopetalum sicanum
Lysiopetalum sicanum är en mångfotingart som beskrevs av Berlese 1883. Lysiopetalum sicanum ingår i släktet Lysiopetalum och familjen Callipodidae. Inga underarter finns listade i Catalogue of Life.